# Medications
Medications est un groupe de rock signé chez Dischord. Le groupe se forme sur les cendres de Faraquet, avec le guitariste / chanteur et l'ancien batteur qui passe à la basse. Le groupe se forme en 2003, mais se sépare en 2007, pour reformer Faraquet.

## Membres
- Devin Ocampo - guitare, chant

- Chad Molter - basse, chant

- Andrew Becker - batterie

## Discographie
- 5 songs ( EP de 5 morceaux sortie en 2004 )

- Your Favorite People All In One Place (album)